# Василий Острожский
Василий Острожский (серб. Василије Острошки, в миру Стоян Йованович, серб. Стојан Јовановић; 28 декабря 1610 — 29 апреля 1671) — один из самых почитаемых святых Сербской православной церкви. Память совершается 29 апреля (по юлианскому календарю).
Святой Василий родился в селе Мрконичи на Поповом полье в Герцеговине 28 декабря 1610 и при крещении получил имя Стоян. Родителями его были Пётр и Анастасия (Ана) Йовановичи. Когда Стоян подрос, он был отдан в ближайший монастырь Завала, в котором он обучался религиозным и светским наукам. Позже он перешёл в монастырь Тврдош, в котором он принял постриг с именем Василий, в честь отца Церкви святителя Василия Великого, вскоре был удостоен диаконского, а затем и священнического чина.
После поездки в Черногорию в Цетинский монастырь Василий стал архимандритом монастыря Тврдош. Также Святой Василий совершал поездку на Малую Русь, побывав в православных святынях, и на Афон. Возвращаясь в Требине с Афона, он заехал в Печ — город, в котором находилась резиденция сербских патриархов. Там патриарх Паисий I Яньевац вместе с сербскими архиереями в праздник Преображения Господня в 1638 году рукоположили Василия в епископы, поставив его митрополитом Требинским с резиденцией в Тврдоше.
После убийства турками восточно-герцеговинского митрополита Паисия Требешанина патриарх Святой Гавриил (Раич) воссоединил восточную и западную герцеговинские епархии в единую Захолмскую митрополию с центром в городе Никшиче под началом Святого Василия.
Турецкие притеснения вынудили Святого Василия покинуть свою резиденцию под Никшичем и обосноваться в монастыре Острог, защищённом от герцеговинцев черногорским замком Пандурица. В Остроге Святой Василий вместе с другими подвижниками обновил Введенскую церковь, а также соорудил Крестовоздвиженскую церковь. Его трудами Острожская пещера превратилась в настоящий монастырь.
Святой Василий умер 29 апреля (12 мая) в своей келии в монастыре Острог. Из скалы, у которой находилась его келия, выросла виноградная лоза.